# Aberdarebergen
Aberdarebergen (engelska: Lord Aberdare Range; kikuyu:Nyandarua) är 16 mil lång och som mest 4 000 meter hög bergskedja på Leikipiaplatån i Kenya, nordöst om Naivasha och Gilgil. Delar av bergskedjan skyddas i Aberdare nationalpark.
I de skogklädda bergen hade Mau-Mau-rörelsen ett av sina fästen.